# Église Saint-Viateur de Chicago
L'église Saint-Viateur (St. Viator Church) est une église historique de la ville de Chicago (États-Unis) située dans le quartier d'Irving Park au 4170 West Addison Street. Elle est dédiée à saint Viateur et dépend de l'archidiocèse de Chicago.

## Histoire
La paroisse a été fondée en 1888 par les Clercs de Saint Viateur qui administrent le St. Viator College (fermé en 1938). Elle se trouve à l'époque à l'angle de la Belmont Avenue et de la Pulaski Road qui étaient encore dans les faubourgs. L'école paroissiale est dirigée par les Sœurs de Saint Joseph à partir de 1902.
En 1904, l'église de la paroisse déménage à son emplacement actuel à l'angle d'Addison Street et de Kedvale Avenue. Les travaux pour l'édification d'une église plus grande commencent en 1927 et elle est consacrée en 1929 par le cardinal Mundelein, archevêque de Chicago. Dans les années 1940-1950, il y avait un millier de familles actives à la paroisse.
Aujourd'hui le complexe paroissial comprend l'église, le presbytère, le couvent, le centre de loisir et la St. Viator Elementary School qui élève les enfants de la maternelle (jardin d'enfant) à toutes les classes du primaire. La paroisse est toujours administrée par un clerc de Saint-Viateur. Depuis les années 1980, la population hispanique est arrivée en masse à Chicago et des offices en espagnol ont été rajoutés ici. À la fin des années 1990 et au début des années 2000, d'autres ethnies se sont installées dans le quartier et la paroisse s'est adaptée à ces changements.

## Architecture
L'église est bâtie selon les dessins de Charles Wallace dans le style néogothique anglais.

## Bibliographie

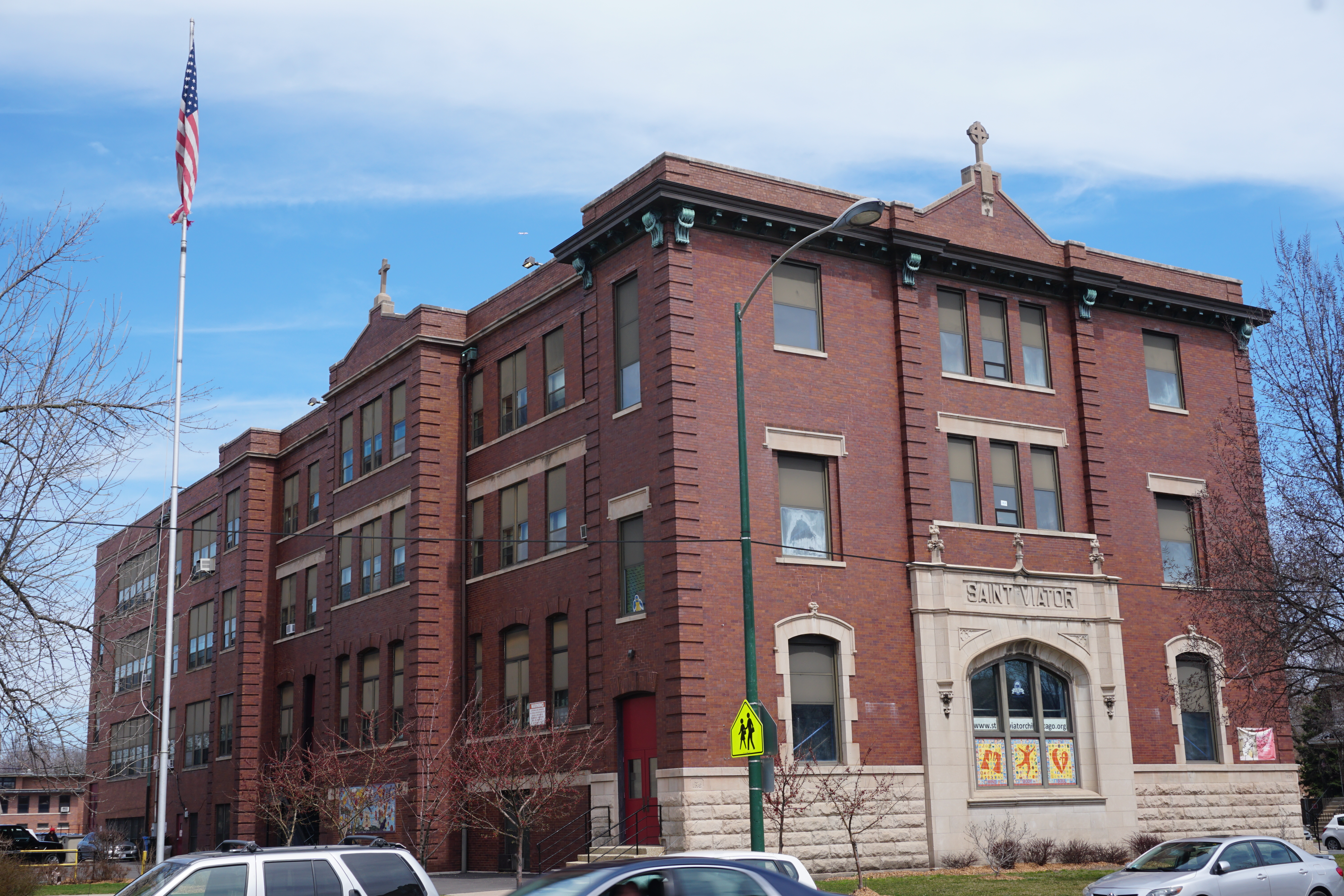
St Viator School